# أتالانتي (فثيوتيس)
أتالانتي (Αταλάντη) هي مدينة في فثيوتيس في مقاطعة كينتريكي إلادا في اليونان.
يبلغ عدد سكانها حوالي 5149 نسمة.